# Liste der Bodendenkmale in Niederwiesa
In der Liste der Bodendenkmale in Niederwiesa sind die Bodendenkmale der Gemeinde Niederwiesa und ihrer Ortsteile nach dem Stand der Auflistung von Volkmar Geupel aus dem Jahr 1983 aufgelistet. Eventuelle Änderungen und Ergänzungen, insbesondere aus der Zeit nach der Wende, sind nicht berücksichtigt, da für Sachsen aktuell keine neueren allgemein zugänglichen Bodendenkmallisten vorliegen. Die Baudenkmale sind in der Liste der Kulturdenkmale in Niederwiesa aufgeführt.
| Denkmal-ID | Fundart            | Ortsteil     | Bezeichnung                         | Zeitstellung | Lage                                                    | Bemerkungen | Bild |
| ---------- | ------------------ | ------------ | ----------------------------------- | ------------ | ------------------------------------------------------- | --- | ---- |
| ?          | Befestigung > Burg | Lichtenwalde | Wehranlage „Schlossberg“, „Schloss“ | Mittelalter  | südöstlich im Ort auf einem Bergsporn über der Zschopau | Höhenburg in Spornlage, durch Barockschloss überbaut und verändert, veränderter Abschnittsgraben im Westen, Schutz seit 15. Juli 1970 |      |